# 市川新之助 (5代目)
五代目 市川 新之助（いちかわ しんのすけ、1885年（明治18年）5月23日 - 1956年（昭和31年）1月13日）は歌舞伎役者。本名は堀越 柳吉。俳名に壽升。
東京生まれ。五代目市川小團次門人で市川桃丸の名で初舞台。子供芝居で活躍。市川小若を経て、明治41（1908年）4月、明治座で二代目市川小文次を襲名。大正2年（1913) 2月、九代目市川團十郎の娘二代目市川旭梅の入婿となり同年5月に帝国劇場で五代目市川新之助を襲名。
新之助襲名後は市村座を拠点に活動するも大正中期には脱退し昭和から終戦かけては大国座や寿劇場といった小芝居の劇場に出演していた。戦後に入り義兄三升の死去と前後して関西に拠点を移し晩年は脇役として中座などに出演していた。最晩年は再び東京の舞台に出演する様になり、昭和31年（1956年）7月、明治座での「与話情浮世横櫛」の伊豆屋喜兵衛に出演したのが最後の舞台となった。昭和32年（1957年）1月13日に死去。
端正な風貌で若き日は『勧進帳』の義経などを得意としたが晩年は老け役を演じる事が多かった。娘が新派女優の三代目市川翠扇。墓所は青山霊園。